# MilkyWay@home
MilkyWay@home ist ein Projekt des verteilten Rechnens am Computer Science Department des Rensselaer Polytechnic Institute. Das Ziel des Projektes ist es, ein hochgenaues 3D-Computermodell der Milchstraße zu erstellen, wobei die Daten benutzt werden, die vom Sloan Digital Sky Survey erfasst wurden. Die Forschung konzentriert sich dabei einerseits auf die Astroinformatik und andererseits auf die allgemeine Informatik.
Das Projekt wurde offiziell im Juli 2007 gestartet. Die Basis der Berechnungen bildet die Software BOINC von der University of California, Berkeley. Zurzeit gibt es Anwendungen für 32-Bit- und 64-Bit-Windows, Linux und Mac OS X. Um auch die Rechenleistung des Grafikprozessors nutzen zu können, gibt es eine auf Grafikkarten der GeForce-200- und jüngeren Baureihen lauffähige CUDA-Anwendungen für 32-Bit-Windows und 64-Bit-Linux sowie Anwendungen für AMD-GPUs. 
Im September 2010 wurde ein weiteres Projekt mit dem Namen MilkyWay@Home N-Body Simulation hinzugefügt.